# Bengt Frännfors
Bengt Göran Frännfors (Vittangi, 26 febbraio 1936) è un ex lottatore svedese, specializzato nella lotta greco-romana e libera.

## Biografia
Rappresentò la Svezia alle Olimpiadi di Roma 1960, dove fu eliminato al quarto turno del torneo di lotta-greco romana e al secondo il quello di lotta libera.

## Palmarès
| Anno | Manifestazione  | Sede | Evento                 | Risultato | Note |
| ---- | --------------- | ---- | ---------------------- | --------- | ---- |
| 1960 | Giochi olimpici | Roma | GR pesi mosca (-52 kg) | 8º        |      |
| 1960 | Giochi olimpici | Roma | LL pesi mosca (-52 kg) | 13º       |      |